# Risinge tingslag
Risinge tingslag var ett tingslag i Östergötlands län och från 1850 i Finspånga läns domsaga. Tingsplats var Finspång. 
Tingslaget bildades 1680 och uppgick 1 januari 1879 i Finspånga läns tingslag.

## Ingående områden
Tingslaget omfattade en del av Finspånga läns härad.